# Leiodon cutcutia
El Leiodon cutcutia es una especie de pez actinopeterigio de agua dulce, la única del género monotípico Leiodon de la familia de los tetraodóntidos. Esta especie no tiene ningún interés para la pesca, sin embargo, se captura y comercializa como un pez ornamental en la India.

## Morfología
Con el cuerpo típico de los peces globo de agua dulce de su familia, la longitud máxima descrita fue de un macho de 15 cm, aunque la longitud máxima normal es de unos 10 cm.

## Distribución y hábitat
Se distribuye por ríos y lagos del sur de Asia, en India, Bangladés, Sri Lanka, Birmania y el Archipiélago malayo. También se ha descrito su presencia en el río Mekong. Son peces de agua dulce salobre, de comportamiento demersal y potamodromo, que requieren una temperatura entre 24º y 28º. Encontrado en estanques, canales y ríos medianos a grandes.